# Крін Антонеску
Крін Антоне́ску (рум. Crin Antonescu; 21 вересня 1959) — румунський державний і політичний діяч, виконувач обов'язків Президента Румунії (6 липня до 27 серпня 2012 року). Голова Національної ліберальної партії Румунії.

## Біографія
Крін Антонеску народився 21 вересня 1959 року в румунському місті Тульча. 1985 року він закінчив Бухарестський університет, факультет історії і філософії. Згодом працював учителем історії у селі Солешть повіту Васлуй. Пізніше повернувся до рідного міста, де продовжував викладацьку діяльність. З 1989 по 1999 був куратором Історичного музею Тульчі.
На початку 90-их років зайнявся політикою. Із 1996 до 2008 Крін Антонеску року був членом Палати депутатів Румунії. У 1997–2000 роках — Міністром молоді та спорту, ініціювавши значні реформи у спортивній галузі.
На парламентських виборах 2008 року Антонеску був обраний членом Палати депутатів Румунії. 16 грудня того ж року став віце-головою Сенату. Покинув посаду 30 квітня 2009 року. Крін Антонеску брав участь у президентських виборах 2009, посівши третє місце із результатом 20,02 %. У другому турі підтримав Мірчу Джоане, кандидата від Соціал-демократичної партії та основного конкурента Траяна Бесеску.
5 лютого 2011 року Націонал-ліберальна партія партія Румунії створила коаліцію з соціал-демократами і консерваторами. В травні 2012 року лідер соціал-демократів Віктор Понта був вибраний прем'єр-міністром Румунії)
3 липня 2012 року Кріна Антонеску обрали головою Сенату Румунії. 6 липня парламент Румунії виніс президенту Траяну Бесеску імпічмент та призначив референдум з цього приводу. Обов'язки Президента тимчасово (до 27 серпня) виконував Крін Антонеску.
28 серпня Конституційний суд Румунії визнав референдум з питання про імпічмент таким, що не відбувся, бо у ньому взяли участь лише 46 % румунів замість необхідних 50 %. Отож, Траян Бесеску відновив свої повноваження на посаді Президента Румунії.